# 理查·蘭傑
理查·霍蘭·蘭傑（英語：Richard Howland Ranger，1889年6月13日—1962年1月10日）是一名發明家、電機工程師以及音樂工程師。

## 生平
他在第一次世界大战期間服役於美國陸軍通信兵團，官階是少校。戰爭結束後，他在1919到1923年就讀麻省理工学院。
1924年，身為設計工程師的他在RCA發明越洋无线电传真。同年11月28日，美國總統卡爾文·柯立芝的照片從纽约發送到伦敦，成為全世界的第一張橫跨海洋的無線電傳真，倫敦方面收到後再越洋回傳英國首相史丹利·鮑德溫的照片。
1930年，他在紐華克成立名為「Rangertone, Inc.」的公司，最後這家公司以「Rangertone Organ」對外出售，在他死後，以「Rangertone Research, Inc.」持續以私人公司名義運作。
1932年，他發明NBC電子音樂鐘，這個自動化的電子裝置可以重現全国广播公司電台網的手敲式音樂鐘，連線戶外的揚聲器可以產生教堂鐘聲的效果。他還製作電風琴的相關工作。
第二次世界大战期間，他回到美國陸軍通訊軍團以上校官階服役，在佛羅里達州奧蘭多的無線電與雷達測試實驗室負責雷达與通訊，二戰的歐洲戰場結束，成為科技領域資訊局成員前往歐洲，這個部門在1944到1946年調查德國的電子科技，而且記錄電子元件、通訊、電視與磁帶的相關技術報告，最後變成回纹针行动。
二戰結束後，他進一步推動磁帶錄音機的技術發展，使用德國的技術開發產品，甚至展示產品成果給其他公司與客戶，包括无线电工程师学会、全国广播公司、RCA、美国电气工程学会以及冰·哥羅士比。

## 獎項

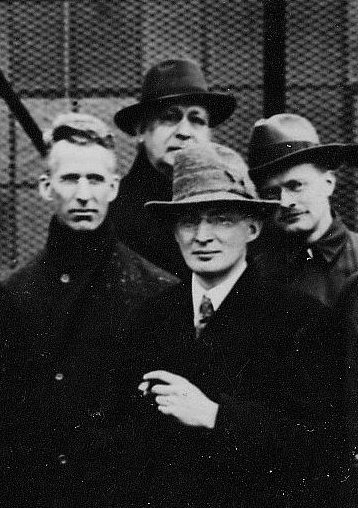
1921年，科學家團隊參觀RCA新布藍茲維馬可尼通訊站，理查·蘭傑（RCA，右），索爾·杜西曼（奇異公司，中前），E.B.皮爾斯伯利 (Note: E.B. Pillsbury)（RCA，中後），阿尔伯特·华莱士·赫尔（通用电气，左）。

- 1956年，由於他的技術改良強化電影的影像與聲音的同步化，以及錄音帶設備，电影艺术与科学学院頒發奧斯卡科技成果獎給他。
- 1997年，他入選紐澤西州發明家名人堂。

## 註解
1. ↑  英語：
2. ↑  英語：
3. ↑  英語：

## 外部連結
- 1997年得獎人士 - 紐澤西州發明家名人堂 （页面存档备份，存于）
- NBC音樂鐘的歷史（History of the NBC Chimes） （页面存档备份，存于）
- 科學：向前邁進 - 時代雜誌1924年12月8日星期一（页面存档备份，存于）（時代雜誌）
- 科學：無線傳真 - 時代雜誌1925年1月18日星期一（页面存档备份，存于）（時代雜誌）